# Tanja Itgenshorst
Tanja Itgenshorst (* 25. November 1967 in Waiblingen) ist eine deutsche Althistorikerin.
Tanja Itgenshorst absolvierte von 1984 bis 1985 ein High-School-Year in Orlando. Im Mai 1988 legte sie das Abitur in Stuttgart ab. Von 1988 bis 1991 absolvierte sie ein Schauspielstudium am Tanz-Gesang-Studio Theater in Wien. Von 1991 bis 1993 war sie Schauspielerin am Stadttheater Pforzheim. Von 1993 bis 1999 studierte Itgenshorst Geschichte und klassische Philologie an der Universität zu Köln und von 1996 bis 1997 die Fächer Alte Geschichte und klassische Philologie an der Katholieke Universiteit Leuven. Im Jahr 1999 erfolgte das Staatsexamen für Geschichte und Lateinische Philologie in Köln. Von 2000 bis 2004 war Itgenshorst wissenschaftliche Mitarbeiterin am Institut für Altertumskunde der Universität zu Köln. 2004 wurde sie dort bei Karl-Joachim Hölkeskamp mit einer Dissertation über den Triumph in der römischen Republik promoviert. Im Jahr 2006 wurde die Darstellung mit dem Offermann-Hergarten-Preis ausgezeichnet.  Itgenshorst war 2003 Gastdozentin an der Katholieke Universiteit Leuven, 2004/05 an der Université Paris I (Sorbonne) und 2009/10 an der Université Paris 7 (Denis Diderot). 2004 wurde sie wissenschaftliche Mitarbeiterin an der Universität Bielefeld. 2011 erfolgte an der Universität Bielefeld die Habilitation mit der Arbeit Denker und Gemeinschaft. Polisentwicklung und politisches Denken im archaischen Griechenland. 
Itgenshorst lehrte als Vertretungsprofessorin für Wilfried Nippel von Oktober 2011 bis Ende September 2012 an der Humboldt-Universität zu Berlin. 2012 nahm sie einen Ruf an die Université de Reims Champagne-Ardenne auf eine Professur für Römische Geschichte an; 2016 folgte sie dem Ruf an die Université de Fribourg auf eine Assoziierte Professur für Geschichte des Altertums.

## Schriften
- Denker und Gemeinschaft. Polis und politisches Denken im archaischen Griechenland. Schöningh, Paderborn 2014, ISBN 978-3-506-77891-8 (Teilweise zugleich: Bielefeld, Universität, Habilitations-Schrift, 2011).
- Tota illa pompa. Der Triumph in der römischen Republik (= Hypomnemata. Untersuchungen zur Antike und zu ihrem Nachleben. Band 161). Vandenhoeck & Ruprecht, Göttingen 2005, ISBN 978-3-525-25260-4 (Rezension sehepunkte und Rezension H-Soz-u-Kult).